# Mateo Ferrer y Oller
Mateo Ferrer y Oller (Barcelona, 1788 - 4 de enero de 1864) fue un compositor, organista, director y maestro de capilla catalán. Fue conocido por sus conciudadanos, que lo tenían en gran estima, como «Mateuet».

## Biografía
Se formó musicalmente en la Catedral de Barcelona en unos años en que Francesc Queralt era el maestro de capilla y Carles Baguer el organista, de manera que estos fueron sus principales maestros. Cuando Baguer murió, en 1808, Ferrer le sucedió en el cargo de organista, y permaneció allí hasta su muerte.
A partir de 1827 también fue el director musical del Teatro de la Santa Cruz, cargo en el que sucedió a Ramón Carnicer, y desde 1830 acumuló también el cargo de maestro de capilla de la Catedral. Ocupar los dos cargos musicales principales del templo más importante de la ciudad y la dirección del teatro de ópera, le daba una posición absolutamente privilegiada dentro del panorama musical de la ciudad.
Su casa fue a menudo lugar de encuentro de los músicos más destacados de la ciudad, entre otros Ramón Vilanova, Baltasar Saldoni (que le dedicó un artículo entusiasta en su Diccionario biográfico-bibliográfico de efemérides de músicos españoles), o Gabriel Balart, y fue maestro de algunos de ellos.
Su renombre era especialmente debido a sus dotes como organista y más concretamente coma improvisador de fugas.
El funeral que se celebró en su honor en Santa María del Mar fue multitudinario y constituyó la prueba de la estima en que le tenía.

## Obra
Dejó producción religiosa como misas, motetes, letanías, himnos, cánticos, un oratorio titulado Nabucodonosor para el Oratorio de San Felipe Neri y tres sinfonías; estas, siguen invariablemente la estructura que  habitualmente, hoy en día se conoce como obertura: un allegro en forma sonata precedido de una introducción breve lenta.

## Discografía
Sor: Concert per a violí; Ferrer: Simfonia en re major; Baguer: Simfonia en sol major (2004). Orquestra de Cambra Catalana., Dir. J. J. Pàmies. La mà de Guido.